# Киркор Киркоров (диригент)
Киркор Оханес Киркоров е български диригент от арменски произход.

## Биография
Роден е през 1920 г. във Варна, в семейството на часовникаря Оханес Киркоров и Такухи Месджиян. Брат му Гарабед Киркоров е лекар, който живее в САЩ. Майка му е дъщеря на Вартухи Каязаде и Месджиян, търговец от Силистра, съсобственик на фабрика за тютюн. Дядо ѝ по майчина линия е Степан Каязаде. Киркор Киркоров завършва гимназия в Търговище, където дирижира училищния хор. Започва да следва фармация в София. Същевременно го приемат и за хорист в Националната опера. Работейки като стажант-аптекар започва работа с любителски хорове на медици, които сам основава и дирижира. По време на военната си служба е помощник-диригент на хора към Ансамбъла на Строителните войски. От 1948 г. е негов диригент, а веднага след това ръководи и Ансамбъла. В него се изяввяват сопраното Райна Кабаиванска и баритонът Стоян Попов. От Ансамбъла започва музикалната си кариера и Бедрос Киркоров – популярен певец в СССР, баща на Филип Киркоров.
През 1959 г. Министерството на културата му предлага да запише хорово дирижиране в Московската консерватория, която завършва през 1962 г. в класа на народния артист на СССР проф. Владислав Соколов. По време на следването си дирижира хор на българските студенти в Москва. От 1962 г. е главен диригент на Ансамбъла на Българската народна армия. През 1970 г. е удостоен със званието „Заслужил артист на Народна република България“. От 1972 г. до пенсионирането си ръководи музикалната дейност в българската армия. Същевременно, до края на живота си, дирижира и самодейния хор „Ереван“ в София към едноименната културно-просветна организация на българските арменци. С него е лауреат на многобройни национални награди, а два пъти изнася концерти и в столицата на Армения – Ереван. По-късно хорът е преименуван в негова чест на Киркор Киркоров. Умира през 1997 г.